# K’ahk’ Tiliw Chan Yopaat
K’ahk’ Tiliw Chan Yopaat (zm. 27 lipca 785) – władca Quirigua. Wstąpił na tron w 724 roku.
K’ahk’ Tiliw Chan Yopaat, władca niewielkiego ośrodka Quirigua, które było przez wiele lat pod kontrolą władców Copán, pokonał w bitwie, wziął do niewoli i ściął swojego seniora Waxaklajuun Ub’aah K’awiil, króla Copán, wkrótce po zakończeniu przez niego prac nad jedną z najsłynniejszych budowli Copán, wielkiego boiska do gry w piłkę.